# On Your Side (Superflyの曲)
「On Your Side」（オン・ユア・サイド）は、Superflyの楽曲。2015年5月27日に発売されたスタジオ・アルバム『WHITE』に収録された後、同年7月29日に19枚目のシングルとしてリカットされた。

## 解説
2015 ABC夏の高校野球応援ソング・『熱闘甲子園』テーマソングとして書き下ろされたミディアム・バラードナンバー。ケイティ・ペリーやタイオ・クルーズらに楽曲を提供し、ビルボードチャート1位を記録したこともあるロサンゼルス出身のソングライター、ボニー・マッキーが作曲を手がけている。本曲の収録時には、壮大な演出に越智が感極まって泣き出してしまい、収録が一時中断する事態になったという。
PVは奥山由之が監督を務める。影絵を用いたストーリー性のある作品で、冒頭とエンディングの場面を除いて全て一発撮りで撮影された。
また、2015年夏の高校野球期間中（2015年8月6日 - 8月20日）、阪神電気鉄道甲子園駅の列車接近メロディが本曲に変更された。

### シングル
シングル盤は初回生産限定盤と通常盤の2種類がリリースされた。初回生産限定盤には、2014年に出演したサマーソニックのライブ映像を収録したDVDが付属する。
カップリング曲には、アルバム未収録の新曲2曲を収録。

## 収録曲
| 全編曲: 蔦谷好位置。 |                  |                |                             |       |
| #                    | タイトル         | 作詞           | 作曲                        | 時間  |
| 1.                   | 「On Your Side」 | 越智志帆/jam   | Bonnie McKee/Michele McCord | 5:40  |
| 2.                   | 「Copy&Paste」   | jam            | 蔦谷好位置                  | 4:22  |
| 3.                   | 「Triccawicca」  | Sally#Cinnamon | 越智志帆/蔦谷好位置         | 3:44  |
| 合計時間:            | 合計時間:        | 合計時間:      | 合計時間:                   | 13:47 |

### DVD（初回生産限定盤のみ）
| #  | タイトル                     | 作詞 | 作曲・編曲 | 時間 |
| -- | ---------------------------- | ---- | ---------- | ---- |
| 1. | 「Alright!!」                |      |            | 4:57 |
| 2. | 「Wildflower」               |      |            | 4:37 |
| 3. | 「Bi-Li-Li Emotion」         |      |            | 4:58 |
| 4. | 「Dancing On The Fire」      |      |            | 4:49 |
| 5. | 「Free Planet」              |      |            | 4:05 |
| 6. | 「タマシイレボリューション」 |      |            | 4:39 |
| 7. | 「愛をこめて花束を」         |      |            | 5:04 |
| 8. | 「輝く月のように」           |      |            | 5:40 |
| 9. | 「マニフェスト」             |      |            | 6:05 |

## 収録アルバム
On Your Side
- 『WHITE』（#4）
- 『Superfly 10th Anniversary Greatest Hits “LOVE, PEACE & FIRE”』（#13・Disc 1）